# 巴西證券交易所
B3（全名：B3 - Brasil Bolsa Balcão S.A.或B3 - 巴西、交易所、场外市场），前身为巴西证券期货交易所（BM&FBOVESPA），是巴西圣保罗一间证券交易所，负责管理证券及衍生品市场，并提供登记，结算及交收服务。作为中央对手方（CCP），保证其交易环境中的资金流动性。
交易所提供广泛的产品和服务，如现货外汇， 股票，固定收益证券交易，以及以股票、证券、指数、利率、商品及汇率的衍生品合同。可上市公司和其它发行，并为证券存管，有证券借贷服务和授权的软件。
巴西证券期货交易所（BM&FBOVESPA）为纵向一体化的交易模式并提供完整的托管服务。交易都在完全电子化的环境中完成。交易所可以使客户买卖股票，对冲和执行套利，投资多元化，持仓分布和杠杆。